# 遠州鉄道福田営業所
遠州鉄道福田営業所（ふくでえいぎょうしょ）は、かつて存在した遠州鉄道（遠鉄バス・遠鉄観光）の営業所。磐田市、浜松市内の一部を管轄していた。
廃止直前には全路線において磐田営業所と共管であったが、乗務コースは分けられていた。

## 沿革
- 1999年 リニューアルオープン。
- 2015年9月30日 磐田営業所と統合し、廃止。

## 廃止時の所管路線
詳細は、すべての路線を引き継いだ磐田営業所を参照。
系統やバス停名は営業所廃止時点のものである。

### 掛塚さなる台線

#### 鴨江方面
- ９：浜松駅 - 鴨江観音 - 根上り松 - 佐鳴台団地 - 医療センター

#### 掛塚方面
- 90：浜松駅 - 浜松修学舎入口 - 芳川 - 掛塚
- 92：浜松駅 - 浜松修学舎入口 - 芳川 - 掛塚 - とつか - 豊田町駅( - 磐田駅)
- 93：浜松駅 - 浜松修学舎入口 - 芳川 - 掛塚 - 金洗 - 駒場 - 千手堂 - 磐田駅
- 94：浜松駅 - 浜松修学舎入口 - 芳川 - 掛塚 - 金洗 - 駒場 - 草崎中 - 磐田駅
- 96：浜松駅 - 浜松修学舎入口 - 芳川 - 掛塚 - 金洗 - 駒場 - 福田営業所 - 豊浜郵便局
- 97：浜松駅 - 浜松修学舎入口 - 芳川 - 掛塚 - 金洗 - 駒場 - 福田営業所 - 横須賀車庫

### 磐田市立病院福田線
- 10：（31・32磐田市立病院方面[一部] - ）磐田駅 - 静岡産業大学 - 大原団地 - 福田営業所 - 豊浜郵便局
  - 一部、静岡産業大学を通過あるいは発着する便がある。
- 31：（10福田方面[一部] - ）磐田駅 - 加茂川 - （北高校前） - 美登里町 - 磐田市立病院
  - 一部、磐田北高を経由する便がある。
- 32：（10福田方面[一部] - ）磐田駅 - 加茂川 - 美登里町 - 磐田市立病院 - 笠梅 - 山梨

### 城之崎線
- 21：磐田駅 - 加茂川 - 見付 - 城之崎 - ヤマハ - 磐田営業所
- 25：磐田駅 - 市民文化会館 - 城之崎 - ヤマハ - 磐田営業所 - スズキ磐田工場
- 27：磐田駅 - 市民文化会館 - 城之崎 - 東部小 - 東新町 - （浅羽中学）
- 27：磐田駅 - 市民文化会館 - 城之崎 - 鎌田 - 東新町

### 中ノ町磐田線
- 80：浜松駅 - 子安 - 浜松アリーナ - 橋羽 - 中ノ町
- 80：浜松駅 - 子安 - 浜松アリーナ - 橋羽 - 中ノ町 - 長森 -  磐田西高 - 磐田駅 - 国道加茂川 - 見付 - 磐田営業所
- 80：磐田駅 - 国道加茂川 - 見付 - 磐田営業所
  - 2007年4月から福田営業所のバスが中ノ町磐田線、山の手医大線、労災篠ヶ瀬線を走行するシーンが見られている。

### 山の手医大線
- 50：浜松駅 - 伝馬町 - 市役所前 - 小豆餅 - 医科大学
  - 2007年4月から福田営業所のバスが中ノ町磐田線、山の手医大線、労災篠ヶ瀬線を走行するシーンが見られている。

### 労災篠ヶ瀬線
- 85：浜松駅 - 県総合庁舎 - 労災病院 - 篠ヶ瀬 - 一言 - 見付 - 磐田営業所
  - 2007年4月から福田営業所のバスが中ノ町磐田線、山の手医大線、労災篠ヶ瀬線を走行するシーンが見られている。

## 車両
福田営業所は元来いすゞ車のみであったが、1990年代前半頃より日野車に転換されていった。移管後の磐田営業所でも日野車の比率が高い。